# Until We Meet Again
 (octobre 2022).
La mise en forme du texte ne suit pas les recommandations de Wikipédia : il faut le « wikifier ».
Les points d'amélioration suivants sont les cas les plus fréquents. Le détail des points à revoir est peut-être précisé sur la page de discussion.
- Les titres sont pré-formatés par le logiciel. Ils ne sont ni en capitales, ni en gras.
- Le texte ne doit pas être écrit en capitales (les noms de famille non plus), ni en gras, ni en italique, ni en « petit »…
- Le gras n'est utilisé que pour surligner le titre de l'article dans l'introduction, une seule fois.
- L'italique est rarement utilisé : mots en langue étrangère, titres d'œuvres, noms de bateaux, etc.
- Les citations ne sont pas en italique mais en corps de texte normal. Elles sont entourées par des guillemets français : « et ».
- Les listes à puces sont à éviter, des paragraphes rédigés étant largement préférés. Les tableaux sont à réserver à la présentation de données structurées (résultats, etc.).
- Les appels de note de bas de page (petits chiffres en exposant, introduits par l'outil «  Source ») sont à placer entre la fin de phrase et le point final[comme ça].
- Les liens internes (vers d'autres articles de Wikipédia) sont à choisir avec parcimonie. Créez des liens vers des articles approfondissant le sujet. Les termes génériques sans rapport avec le sujet sont à éviter, ainsi que les répétitions de liens vers un même terme.
- Les liens externes sont à placer uniquement dans une section « Liens externes », à la fin de l'article. Ces liens sont à choisir avec parcimonie suivant les règles définies. Si un lien sert de source à l'article, son insertion dans le texte est à faire par les notes de bas de page.
- La présentation des références doit suivre les conventions bibliographiques. Il est recommandé d'utiliser les modèles {{Ouvrage}}, {{Chapitre}}, {{Article}}, {{Lien web}} et/ou {{Bibliographie}}. Le mode d'édition visuel peut mettre en forme automatiquement les références.
- Insérer une infobox (cadre d'informations à droite) n'est pas obligatoire pour parachever la mise en page.

Pour une aide détaillée, merci de consulter Aide:Wikification.
Si vous pensez que ces points ont été résolus, vous pouvez retirer ce bandeau et améliorer la mise en forme d'un autre article.
Until We Meet Again ( thaï : ด้ายแดง ; RTGS : Dai daeng ; lit. The Red Thread ) est une série télévisée Thai BL 2019-2020 mettant en vedette Natouch Siripongthon (Fluke) et Thitiwat Ritprasert (Ohm). La série, réalisée par New Siwaj Sawatmaneekul, a été créée en Thaïlande et diffusée du 9 novembre 2019 au 1er mars 2020 avec des rediffusions sur LINE TV,. Basé sur The Red Thread ด้ายแดง de LazySheep. L'histoire raconte l'histoire de deux étudiants des temps modernes qui découvrent qu'ils sont les âmes réincarnées de deux anciens amants qui se sont suicidés. La série a attiré beaucoup d'attention internationale, en particulier en Asie du Sud-Est et en Amérique latine. Le 7 mai 2020, le réalisateur New Siwaj Sawatmaneekul et l'auteur LazySheep ont annoncé une série basée sur l'histoire parallèle des personnages Win et Team intitulée "Between Us" donc le premiere episode est sortie le 6 novembre 2022.

## Synopsis
Il y a trente ans, Korn et Intouch étaient étudiants à l'université de Bangkok. Intouch est entré dans la vie de Korn alors qu'il savait qu'il était le fils de l'une des personnes les plus influentes de Bangkok, la mafia. Au début, Korn a continué à repousser Intouch, mais à la fin, il n'a pas pu résister au garçon qui était si plein de vie où il était exactement le contraire et a décidé de le laisser entrer dans son cœur. Cependant, à une époque où l'homosexualité était inacceptable et où les parents étaient contre leur relation et contre l'autre, l'amour de Korn et In était voué à l'échec. Au milieu du chaos, alors qu'Intouch continuait à se battre pour son avenir, Korn ne pouvait pas faire face à toutes les souffrances auxquelles son amant était confronté et décida d'abandonner. Ce jour-là, deux coups de feu retentirent dans l'air. Leur histoire s'est terminée par une tragédie, mais quelque chose s'était déjà lié entre eux, les unissant même après leur mort. Des années plus tard, fraîchement rentré en Thaïlande, Pharm (19 ans) qui est un étudiant de première année à l'Université T- a grandi en ayant toujours l'impression d'attendre quelqu'un. Être criblé de rêves tristes qui le laissaient toujours se réveiller avec le visage humide, la peur des bruits forts et une tache de naissance sur la tempe, le garçon a toujours eu l'impression qu'il manquait quelqu'un. Dean (21 ans), le président du club de natation de troisième année à T- University a également passé sa vie à chercher quelqu'un dont il ne se souvient pas des visages. Le fil rouge du destin qui les avait liés dans leur vie passée ramène à nouveau les deux garçons l'un à l'autre, les liant l'un à l'autre et à un passé qui ne vaut peut-être pas la peine d'être rappelé, mais un amour inoubliable. Car le fil rouge qui relie les deux cœurs ramènera toujours l'un à l'autre. Même s'il peut s'emmêler ou s'étirer, il ne se cassera jamais.

## Distribution et personnages

### Principal
- Natouch Siripongthon (Fluke) : Pharm, un étudiant de première année de 19 ans à l'université et un aspirant chef. Il est la réincarnation d'Intouch. Il s'est réincarné dans la famille de Korn, Korn étant son oncle paternel.
- Thitiwat Ritprasert (Ohm) : doyen, troisième année et président du club de natation. Il est la réincarnation de Korn. Il s'est réincarné dans la famille d'Intouch, sa mère est la nièce d'Intouch et sa grand-mère est la sœur aînée d'In.
- Katsamonnat Namwirote (Terre) : Intouch, le passé de Pharm. Il reste optimiste quant à sa relation avec Korn même s'il sait qu'il est malheureux.
- Noppakao Dechaphatthanakun (Kao) : Korn, le passé de Dean. Son père est une figure importante de la mafia, qui s'attend à ce que Korn, l'aîné, prenne sa place, bien que Korn soit contre le travail de son père.

### Secondaire
- Warut Chawalitrujiwong (Prem) : le meilleur ami de Pharm et membre du club de natation. Il est souvent taquiné par Win, pour qui il développe rapidement des sentiments.
- Noppanut Guntachai (Boun) : Win, le meilleur ami de Dean et membre du club de natation. Il aime jouer avec Team, pour qui il a le béguin.
- Samantha Melanie Coates : Manaow, la meilleure amie de Pharm's and Team et membre du club de théâtre avec Del. Elle sort plus tard avec Pruk.
- Supadach Wilairat (Bosston) : Pruk, un beau membre du club de natation et l'intérêt amoureux de Manaow.
- Pannin Charnmanoon (Pineare) : la sœur cadette de Del, Dean et Don.
- Wanut Sangtianprapai (Mix) : Don, le frère cadet de Dean et le frère aîné de Del.
- Phachara Suansri (Ja) : Sin, le cousin de Pharm. Il assiste Dean dans ses recherches sur Korn et In.
- Naphat Vikairungroj (Na) : Sorn, l'ami de Dean et le petit ami de Sin.
- Songsit Roongnophakunsri : M. Wongnate, le père de Dean.
- Sinjai Plengpanich : Alin, la mère de Dean et la nièce d'Intouch.
- Tarika Thidathit : An, la sœur aînée d'In et la grand-mère de Dean.
- Savitree Suttichanond (Beau) : An à l'âge adulte.
- Ploy Sornarin : jeune An.
- Nirut Sirijanya : M. Ariyasakul, le père de Korn.
- Phollawat Manuprasert : Krit, le frère de Korn, le père de Sin et l'oncle de Pharm.
- Kirati Puangmalee (titre) : jeune Krit.
- Phiravich Attachitsataporn (Mean) : Alex
- Surat Permpoonsavat (Yacht) : Mew, membre du club de natation.

### Cameo
- Saranwut Chatjaratsaeng (Ball) : Phoom, le frère cadet de Pharm.
- Tanapon Sukumpantanasan (Perth) : meilleur ami d'In.
- Vittawin Veeravidhayanant (Best) : Dej, membre d'un club de cuisine.
- Rathavit Kijworalak (Plan) : un des amis de la faculté de commerce de Dean.
- Napat na Ranong (Gun) : un autre ami de Dean.

## Bande sonore
| titre de la chanson                   | Artiste                                                      |
| ------------------------------------- | ------------------------------------------------------------ |
| I Found You                           | Dome Jaruwat (en)                                            |
| Until We Meet Again                   | Boy Sompob                                                   |
| Until We Meet Again (English version) | Boy Sompob                                                   |
| Until We Meet Again                   | Namcha                                                       |
| Luckiest Boy                          | Boy Sompob                                                   |
| Luckiest Boy (English version)        | Boy Sompob                                                   |
| Or We Have Met                        | Noppanut Guntachai (Boun)                                    |
| I Want To Tell You [Official MV]      | Samantha Melanie Coates                                      |
| Still Have Me                         | Catnap                                                       |
| From This Day Forward                 | Arunpong Chaiwinit (en)                                      |
| We’ll Always Meet Again               | Pongsatorn Sripinta (Fluke) & Thitiwat Ritprasert (en) (Ohm) |